# Jaroslav Rudnyckyj
Jaroslav Bohdan Rudnyckyj (18. listopadu 1910 Przemyśl, Halič, dnes Polsko – 19. října 1995 Winnipeg, Kanada) byl ukrajinsko-kanadský lingvista a lexikograf.
Specializoval se na etymologii a onomastiku. Zabýval se též folkloristikou, bibliografií, psaním cestopisů a publicistikou. Patřil k průkopníkům slavistiky v Kanadě a byl také jedním z prvních zastánců tzv. multikulturalismu v Kanadě. Zajímavostí je, že v letech 1941–1945 působil na Svobodné ukrajinské univerzitě v Praze.